# Academicus Vampyrus (roman)
Academicus Vampyrus is het eerste boek in een serie van zes jeugdboeken van de Amerikaanse auteur Richelle Mead. De reeks wordt, naar het eerste boek, eveneens met Academicus Vampyrus aangeduid.
Het boek gaat over het leven van de zeventienjarige Rosemarie "Rose" Hatheway, een dhampir, en haar beste vriendin en Moroi Vasilisa "Lissa" Dragomir. Het verhaal ontwikkelt zich als ze zijn teruggebracht naar hun school "St. Vladimir's Academy" nadat ze twee jaar lang op de vlucht waren.

## Kritische ontvangst
- Het boek stond in de Quick Picks for Reluctant Young Adult Readers.
- Het werd ook aanbevolen door Booklist (een publicatie van de American Library Association) en Voice of Youth Advocates (VOYA).
- Academicus Vampyrus kwam op de vierde plaats – na Eclips van Stephenie Meyer, Harry Potter en de Relieken van de Dood van J.K. Rowling en Diary of a Wimpy Kid van Jeff Kinney – op de ALA's jeugd top tien.[3]
- De Academicus Vampyrus-serie stond ook in de top tien van de New York Times-bestsellerslijst.[4]

## Verhaallijn
Rosemarie "Rose" Hathaway en Moroi-prinses Vasilisa "Lissa" Dragomir zijn teruggebracht naar hun school, St. Vladimir's Academy, nadat ze twee jaar gespijbeld hadden. Nu ze teruggekeerd zijn, is Dimitri Belikov, de leider van het team dat gestuurd was om hen terug te brengen, toegewezen om Lissa's beschermer te zijn. Hij biedt aan Rose te begeleiden in haar studie beschermer te worden, omdat hij denkt dat ze potentieel heeft en met wat training de twee jaar die ze gemist heeft kan inhalen. Hij gelooft ook dat Rose een goede beschermer kan zijn voor Lissa door haar zeldzame eenzijdige psychische band met Lissa, die haar mogelijk maakt om Lissa's emoties en gedachten te zien. Rose stemt in, wetend dat dit de enige manier is dat ze mag blijven, en na hun afstuderen Lissa's beschermer kan zijn. Hoewel ze al snel terugvallen in hun oude gewoontes in de academie, merken ze dat Lissa haar sociale status te midden van de andere Moroi heeft verloren vanwege haar weglopen. Ze besluiten om te gaan met Lissa's "nicht" Natalie Dashkov, die de dochter is van de zieke en stervende Victor Dashkov. Op hun eerste dag terug ontdekken ze dat een Moroi leerling, Mia Rinaldi, die uitgaat met Lissa's ex-vriendje Aaron, een wrok koestert tegen Lissa (en daardoor ook Rose). Mia vindt elke mogelijkheid om Lissa te beledigen en is op haar beurt beledigd en bedreigd door Rose.
Lissa vindt een vriend, Christian Ozera, tot grote woede van de nog steeds beschermende Rose. Christians ouders waren willend veranderd in Strigoi (ondode vampiers) omdat ze onsterfelijk wilden zijn en werden gedood door beschermers. Rose wantrouwt Christian door zijn familiegeschiedenis, en het is ook geïmpliceerd dat ze jaloers is omdat Lissa hem zo veel aandacht schenkt. Rose valt, op haar beurt, voor Dimitri. Alles wordt steeds erger als Lissa dode dieren in haar kamer vindt, samen met dreigbrieven. Lissa wordt depressief en begint aan snijden. Het is gebleken dat, hoewel ze niet is gespecialiseerd in een elementaire magie (Water, Aarde, Vuur en Lucht), ze een miraculeus vermogen heeft om te genezen, iets dat gezien is door Rose en hun oude lerares Ms. Karp van twee jaar geleden. Rose ontdekt dat dit een gave is dat Ms. Karp ook had, die was overgebracht naar een psychiatrische instelling. Ze ontdekken dat Lissa de affiniteit heeft voor Spirit, dat potentieel gevaarlijk kan zijn voor haar en Rose. Dit incident, samen met de groeiende depressie was de reden waarom Rose besloot weg te rennen met Lissa. Tijdens het bijwonen van een zondagsdienst, hoort Rose dat de Moroi heilige St. Vladimir ook mensen kon genezen, en ook leed aan een vorm van depressie. En, hij werd beschermd door zijn trouwe metgezel, de "door schaduwen gekuste" Anna, met wie hij een band had. Op de terugweg van een dagje winkelen met Lissa, Victor en Natalie, heeft Rose een ongeluk en door wat Dimitri haar vertelt (dat ze zich wonderbaarlijk hersteld had) leidt ze af dat Lissa haar genezen heeft. Ze reikt in haar band en voelt dat Lissa op zolder van de kerk bloedt door haar zelf veroorzaakte sneeën. Haar melden van dit incident zorgt voor een lichte breuk in hun vriendschap.
Op de een of andere manier ontdekt Mia dit, en noemt Lissa onstabiel, waardoor Rose haar slaat en haar neus breekt. Ondanks dat Rose Lissa niet kan volgen doordat ze wordt vastgehouden door de leraren, reikt Rose door de band als ze in haar kamer is en komt erachter dat Lissa gekidnapt is door een paar beschermers die Christian aanvallen wanneer hij hen probeert te stoppen. Ze probeert naar Dimitri om hem te waarschuwen, maar in plaats daarvan heeft ze bijna seks met hem. Ze stoppen als Dimitri een medaillon van haar nek haalt, die haar gegeven was door Victor en Dimitri gooit het weg. Later wordt duidelijk dat Victor deze medaillon had betoverd met een lust betovering waardoor mensen met een al bestaande aantrekking tot elkaar geen grenzen meer hebben. Door de band komt Rose erachter dat Victor degene was die Lissa heeft ontvoerd en van plan is haar te gebruiken om zijn genetisch bepaalde ziekte te genezen. Hij onthult ook dat Natalie degene was die de dode dieren in Lissa's kamer had gedaan om haar de dieren te zien genezen nadat ze het haar ooit per ongeluk had zien doen. Hij verklaart ook dat Lissa gespecialiseerd is in het zeldzame vijfde element Ziel, en dat doordat Lissa Rose had teruggebracht uit de dood zorgde voor hun speciale band. Het gebruik van deze kracht is verantwoordelijk voor Lissa's depressie. Hoewel Lissa Victor voor nu geneest, zijn de schoolbewakers in staat haar te bereiken en te redden. Op de terugweg haalt Victor Natalie over Strigoi te worden door iemand te vermoorden tijdens de voeding en zorgt ervoor dat ze hem helpt ontsnappen. Ze verwondt Rose maar wordt vermoord door Dimitri. Dimitri geeft toe gevoelens voor Rose te hebben maar dat hij geen relatie met haar kan hebben door het leeftijdsverschil van 7 jaar en omdat hij Lissa niet volledig kan beschermen als zij bij hem is.

## Personages
Rosemarie "Rose" Hathaway - Rose is de 17-jarige half-vampier half-mens (Dhampir) voorvechtster van de Academicus Vampyrus-serie en is de beste vriendin van Prinses Lissa Dragomir. Ze heeft een eenzijdige connectie (band) met Lissa, die haar toestaat Lissa's gedachten te lezen, gevoelens te voelen en door haar ogen te kijken. De sarcastische en gevatte Rose traint om Lissa's bodyguard te worden en is heel beschermend over haar. Rose heeft semi-exotische eigenschappen: grote zwarte ogen, donkerbruin haar, en lichtelijk getinte huid. Ze is 1.63m met een atletisch maar vrouwelijk figuur (waar alle dunne Moroi meisjes jaloers op zijn). Rose is impulsief en gelooft meer in een fysiek gevecht dan in praten.
Vasilisa "Lissa" Dragomir - Een 17-jarige prinses en Rose Hathaway's beste vriendin. Lissa is de laatste vampier in de Dragomir koninklijke lijn, waardoor zij de titel "prinses" kreeg. Haar familie kwam om bij een auto-ongeluk toen ze 15 was. Lissa is beschreven als engelachtig, met lang platinablond haar en groene ogen, en door het typerende Moroi lichaamstype lijkt ze een runway model. Voordat ze de academie verliet, had ze een relatie met Aaron, die later uitging met Mia Rinaldi. Lissa is gewoonlijk opmerkzaam en redelijk (door haar gebruik van vampier-kracht), en denkt dingen over, wat Rose nooit heeft gekund. Ze is ook meedogend, wetend en wachtend om andermans pijn te verzachten.
Dimitri Belikov - Hij is een gerespecteerde 24-jarige Dhampir van Russische oorsprong, van Siberië, en is toegewezen Lissa's beschermer te zijn. Dimitri heeft een Russisch accent en houdt van oude westerse romans. Hij wordt beschreven als ongeveer twee meter lang, met bruine ogen, donkerbruin haar en een getinte huid. Hij wordt soms beschreven als een 'God', verwijzend naar zijn moordende reputatie. Hij biedt aan Rose te begeleiden nadat ze terug is bij de academie. Hij wordt beschreven als serieus en toegewijd en lichtelijk asociaal.
Christian Ozera - Hij is een verschoppeling, omdat zijn ouders vrijwillig Strigoi werden. Hij is een koninklijke Moroi die er radicale ideeën op na houdt over vechten tegen de Strigoi. Hij is gespecialiseerd in Vuur. Hij wordt beschreven als lang met zwart haar en ijsblauwe ogen. Hij is geïnteresseerd in Lissa die net terug is, en ze daten aan het eind van het boek.
Mason Ashford - Een Dhampir en een van Rose's beste vrienden, en een leerling net als haar. Hij vindt haar leuk, maar Rose ziet hem liever als een vriend, hoewel ze flirten.
Mia Rinaldi - Een niet-koninklijke Moroi wiens element Water is. Ze koestert wrok jegens Lissa (en dus ook Rose). De reden zit in het midden van het boek. Ze wordt beschreven als iemand met bolle wangen en krullend blond haar waardoor ze er heel erg jong en porselein-achtig uitziet.
Victor Dashkov - Een koninklijke Moroi met het Sandovsky Syndroom. Hij is Natalie's vader en was een goede vriend van Lissa's vader Door de ziekte, heeft hij geen kans om de koning van alle Moroi te worden. Hij werd heel erg gerespecteerd door Lissa, totdat hij haar kidnapte en haar gebruikte om de ziekte te genezen. Hij is gevangengenomen voor deze misdaad.
Natalie Dashkov - Een koninklijke Moroi met gitzwart haar en groene ogen. Ze is heel nerveus bij andere koninklijken en staat bekend om haar vele gepraat. Ze wordt later in het boek een Strigoi, maar wordt vermoord door Dimitri